# Метлиця (Куявсько-Поморське воєводство)
Метлиця (пол. Mietlica, нім. Schmalsee) — село в Польщі, у гміні Крушвиця Іновроцлавського повіту Куявсько-Поморського воєводства.
Населення — 39 осіб (2011).
У 1975-1998 роках село належало до Бидгощського воєводства.

## Демографія
Демографічна структура станом на 31 березня 2011 року:
|          | Загалом | Допрацездатний вік | Працездатний вік | Постпрацездатний вік |
| -------- | ------- | ------------------ | ---------------- | -------------------- |
| Чоловіки | 22      | 9                  | 9                | 4                    |
| Жінки    | 17      | 2                  | 10               | 5                    |
| Разом    | 39      | 11                 | 19               | 9                    |